# Emerson Thome
Emerson Thome (nacido el 30 de marzo de 1972) es un exfutbolista brasileño que se desempeñaba como defensa.
Jugó para clubes como el Internacional, Benfica, Sheffield Wednesday, Chelsea, Sunderland, Bolton Wanderers, Wigan Athletic y Vissel Kobe.

## Trayectoria

### Clubes
| Club                 | País       | Año         |
| -------------------- | ---------- | ----------- |
| Internacional        | Brasil     | 1992        |
| Académica de Coimbra | Portugal   | 1992 - 1993 |
| FC Tirsense          | Portugal   | 1993 - 1995 |
| Benfica              | Portugal   | 1995 - 1996 |
| Alverca              | Portugal   | 1996 - 1997 |
| Sheffield Wednesday  | Inglaterra | 1997 - 1999 |
| Chelsea              | Inglaterra | 1999 - 2000 |
| Sunderland           | Inglaterra | 2000 - 2003 |
| Bolton Wanderers     | Inglaterra | 2003 - 2004 |
| Wigan Athletic       | Inglaterra | 2004 - 2006 |
| Derby County         | Inglaterra | 2005        |
| Vissel Kobe          | Japón      | 2006 - 2007 |